# Genoa Cricket and Football Club Waterpolo 1912
Questa voce raccoglie le informazioni riguardanti il Genoa Cricket and Football Club Waterpolo nelle competizioni ufficiali della stagione 1912.

## Stagione
La sezione pallanuotistica, appena aperta, affrontò il primo campionato italiano ufficiale. Le squadre iscritte erano solamente tre, il Genoa, la Lazio e la Partenope. A causa del forfait della Lazio per protesta, il Genoa affrontò solo la Partenope che sconfisse, aggiudicandosi il primo titolo italiano della storia.

## Rosa
| N° |                   | Ruolo | Giocatore            |
| -- | ----------------- | ----- | -------------------- |
|    | Italia (bandiera) | P     | Ernesto Ghiorzi      |
|    | Italia (bandiera) |       | Davide Baiardo       |
|    | Italia (bandiera) |       | Agostino Frassinetti |
|    | Italia (bandiera) |       | Gavoglio             |
|    | Italia (bandiera) |       | Augusto Massa        |

| N° |                   | Ruolo | Giocatore         |
| -- | ----------------- | ----- | ----------------- |
|    | Italia (bandiera) |       | Paganelli I       |
|    | Italia (bandiera) |       | Paganelli II      |
|    | Italia (bandiera) |       | Vittorio Semorile |
|    | Italia (bandiera) |       | Strassera         |

## Risultati

### Campionato
| Napoli 14 settembre 1912 | Genoa | – | Lazio |  |

| Napoli 14 settembre 1912 | Genoa | 4 – 1 | Partenope |  |